# Gheorghe Pintilie
Gheorghe Pintilie (n. Timofei Bodnarenko și cunoscut cu diminutivul-poreclă Pantiușa, 1902, Tiraspol – d. 11 august 1985, București) a fost un activist comunist român  de origine ucraineană din Transnistria, general de Securitate, care a condus Direcția Generală a Securității Poporului între anii 1948-1963.
Este considerat a fi fost unul dintre principalii organizatori ai represiunii din România comunistă și responsabil pentru arestarea, deportarea și întemnițarea a aproximativ 400.000 oameni.

## Biografie
Pintilie s-a născut în 1902 în orașul Tiraspol din Imperiul Rus (astăzi capitală a auto-proclamatei Republici Moldovenești Nistrene). Nu a avut oficial prenumele Pantelei (Pantelimon), așa cum s-a speculat ulterior în presa românească postrevoluționară din cauza diminutivului „Pantiușa” și a pseudonimului „Pintilie”, în certificatul său de naștere fiind trecut prenumele Timofei (Timotei). Însă în adolescență, ca luptător în Armata Roșie în timpul Războiului Civil, a devenit cunoscut cu diminutivul „Pantiușa” al prenumelui Pantelei.
Tatiana Brătescu, fiica Anei Pauker, a relatat că tânărul Pantiușa a făcut lucruri cutremurătoare. "Pantiușa a fost un personaj sinistru. În ce măsură am aflat odată la o beție a acestuia. Atunci a povestit cum, comsomolist tânăr fiind, urmărea culacii și popii. I s-a spus că popii țin o ședință într-un bordei din stepă. Atunci el s-a dus repede acolo – în Ucraina era – și nu știu dacă i-a somat sau nu să iasă, dar a acoperit bordeiul cu pământ și i-a omorât prin sufocare. Pe noi ne-a cutremurat de-a dreptul. Asta era în stare".
Pintilie a fost racolat de poliția politică sovietică (NKVD) din Transnistria și instruit pentru acțiuni subversive (spionaj și sabotaj) împotriva statului vecin România. Prima misiune din România a îndeplinit-o în 1928 și avea ca scop înființarea unei rețele de diversiune și spionaj. Autoritățile române l-au descoperit și arestat. A fost deținut trei ani în penitenciarele Doftana, Văcărești și Caransebeș, unde s-a cunoscut cu viitorul secretar-general al PCR, Gheorghe Gheorghiu-Dej, precum și cu alți viitori lideri comuniști, între care Teohari Georgescu și Iosif Chișinevschi. Pintilie a fost însărcinat să depisteze agenții serviciului Siguranței Statului infiltrați printre deținuții comuniști, fiecare nou deținut fiind „anchetat” de tovarășii săi în legătură cu motivele pentru care a fost arestat și informațiile ce le dăduse Siguranței în propria-i anchetă. A fost eliberat din detenție după 23 august 1944.
După cel de-al Doilea Război Mondial s-a căsătorit cu militanta comunistă din ilegalitate Ana Toma (n. Ana Grossman), secretară a Anei Pauker. Ana Toma fusese soția lui Sorin Toma, redactor-șef al cotidianului comunist Scânteia în perioada 1947-1960 și, după mariajul cu Pintilie, a devenit soția lui Constantin Pârvulescu.
Pintilie și Ana Toma au locuit mulți ani într-o casă cu un etaj de pe str. Grigore Mora nr. 24m, București. Au adoptat doi copii: Radu, decedat în anii 1970, și Ioana Constantin, arhitectă, domiciliată în Israel.
În timpul epurărilor din iunie 1952, Gheorghe Gheorghiu-Dej a apărat-o personal pe „tovarășa Anuța“ contra diverselor atacuri. Astfel, Iosif Chișinevschi a afirmat răspicat că „partidul are încredere în tovarășa Anuța, care a adus servicii importante conducerii“.

## Conducătorul Securității
Gheorghe Pintilie a fost șeful Gospodăriei de partid (1945-1948), adjunct pentru probleme de securitate al rezidenței INU (Direcția de Informații Externe a NKVD) la București și unul dintre comuniștii implicați într-o serie de afaceri sângeroase. El a condus echipa care l-a răpit pe fostul lider comunist Ștefan Foriș și, în anul 1946,  el a fost cel care l-a ucis pe  Ștefan Foriș lovindu-l cu o rangă în cap.
La 30 august 1948, odată cu reorganizarea Siguranței Statului în Direcția Generală a Securității Poporului, Gheorghe Pintilie a fost numit în gradul de general-locotenent de Securitate, devenind director al DGSP și adjunct al ministrului afacerilor interne. Adjuncții săi au fost Alexandru Nicolschi și Vladimir Mazuru.
Pintilie a fost direct implicat în toate acțiunile securiste ordonate de PCR, inclusiv în realizarea experimentului Pitești. Majoritatea deportărilor în lagărul de muncă forțată de la Canalul Dunăre-Marea Neagră au fost aprobate de Pintilie și adjuncții săi.
El a supravegheat pregătirea plenarei PMR din mai-iunie 1952, când a fost înlăturat de la putere grupul de activiști de partid Pauker-Luca.
Conform celor declarate de fostul ministru din perioada comunistă Alexandru Bârlădeanu, „Dej avea multă încredere în el, în urma conviețuirii din închisoare, (...) deoarece acesta acționa doar la ordinul superiorului. Sunt convins că tot ce a făcut Pantiușa era la ordinul lui Dej”.
Pintilie a fost pensionat în 1963. Fiica sa adoptivă afirmă că a fost pensionat la cerere. "...Era foarte bolnav. Era bolnav de inimă, a făcut vreo patru preinfarcte, era bolnav de plămâni. Pușcăria i-a făcut numai rău, nu bine. 

## Retragerea din activitate
Fiind pensionar, participa la ședințele organizațiilor de partid de cartier și de sector. La plenara PCR din aprilie 1968, Nicolae Ceaușescu l-a reabilitat post-mortem pe Lucrețiu Pătrășcanu, cu această ocazie generalul Pintilie fiind exclus din partid. S-a mutat împreună cu soția sa, Ana Toma, într-un imobil de pe Șoseaua Kiseleff din București, unde, după cum pretind unii dintre vizitatorii săi, asculta ore în șir emisiunile postului Radio Europa Liberă. A fost anchetat cu privire la perioada în care a condus Securitatea, declarând că unele crime le-a comis din convingere, altele din respect față de disciplina de partid.
În 1971, cu prilejul aniversării a 50 de ani de la înființarea PCR, Nicolae Ceaușescu l-a reabilitat pe generalul Pintilie și l-a decorat cu Ordinul „Tudor Vladimirescu”, clasa a II-a. Cu această ocazie, Ana Toma a primit titlul de „Erou al Muncii Socialiste“.
Gheorghe Pintilie a murit la 11 august 1985 în București. A fost înmormântat la Cimitirul Militar Ghencea. După moartea generalului, fiica sa a emigrat în Israel.

## Distincții
- Medalia „A cincea aniversare a Republicii Populare Române” (24 decembrie 1952) „pentru lupta și munca duse în vederea făuririi, consolidării și prosperării Republicii Populare Române”[8]
- Ordinul „23 August” clasa a III-a (12 august 1959) „pentru contribuția activă la întărirea regimului democrat-popular”[9]
- Medalia „40 de ani de la înființarea Partidului Comunist din Romînia” (6 mai 1961) „pentru activitate îndelungată în mișcarea muncitorească și merite în opera de construire a socialismului”[10]
- Ordinul „Tudor Vladimirescu” clasa a II-a (4 mai 1971) „cu prilejul aniversării a 50 de ani de la constituirea Partidului Comunist Român, [...] pentru activitate îndelungată în mișcarea muncitorească și merite deosebite în opera de construire a socialismului”[11]